# Manel Ollé
Manel Ollé Rodríguez (Barcelona, 11 de octubre de 1962) es un escritor y profesor universitario catalán. Como docente ejerce de profesor titular de historia y cultura de la China moderna y contemporánea en la Universidad Pompeu Fabra, es coordinador del máster en Estudios Chinos de la UPF y codirector del curso de posgrado en Cines Asiáticos (UPF-Casa Asia). Ha publicado libros de poesía, antologías, ha traducido al catalán a Balzac, a Gao Xingjian y algunos poemas de Li Qingzhao. También ha publicado varios ensayos sobre crítica literaria y sobre historia y cultura chinas.

## Obra

### Poesia
- De bandera liberiana, premio Guerau de Liost de poesia 1993
- Mirall negre, premi Ciutat de Palma-Joan Alcover de Poesia en Català 2001
- Bratislava o Bucarest, Premio Gabriel Ferrater de poesia 2012
- Un grapat de pedres d’aigua, Premi Jocs Florals de Barcelona 2021

### Ensayo
- La invención de China (Harrasowitz Verlag, 2001)
- La empresa de China: de la armada invencible al galón de Manila (Acantilado, 2002)
- Made in China: el despertar social, político y cultural de la China contemnporánea (Destino, 2005)
- La Xina que arriba: perspectives del segle XXI (Eumo 2009)

### Literatura infantil
- Tao. Fragmentos del viejo camino chino del Maestro Laozi (Fragmenta 2017). Ediciones en castellano, catalán y portugués. Ilustrado por Neus Caamaño.